# Шишкино (озеро)
Шишкино — бессточное озеро в Октябрьском районе Челябинской области. Площадь поверхности водного зеркала — 1,44 км². Высота над уровнем моря — 181,4 м.
Водоём имеет округлую форму. У северного, восточного и юго-восточного берега расположены жилые и хозяйственные постройки села Октябрьское.
В озере водятся пескарь и карась. На берегах гнездятся водоплавающие птицы, в том числе лебеди.
Вблизи озера проходит дорога 75К-192, улицы 1 Мая и Советская села Октябрьское.